# Jan Kołtuniak

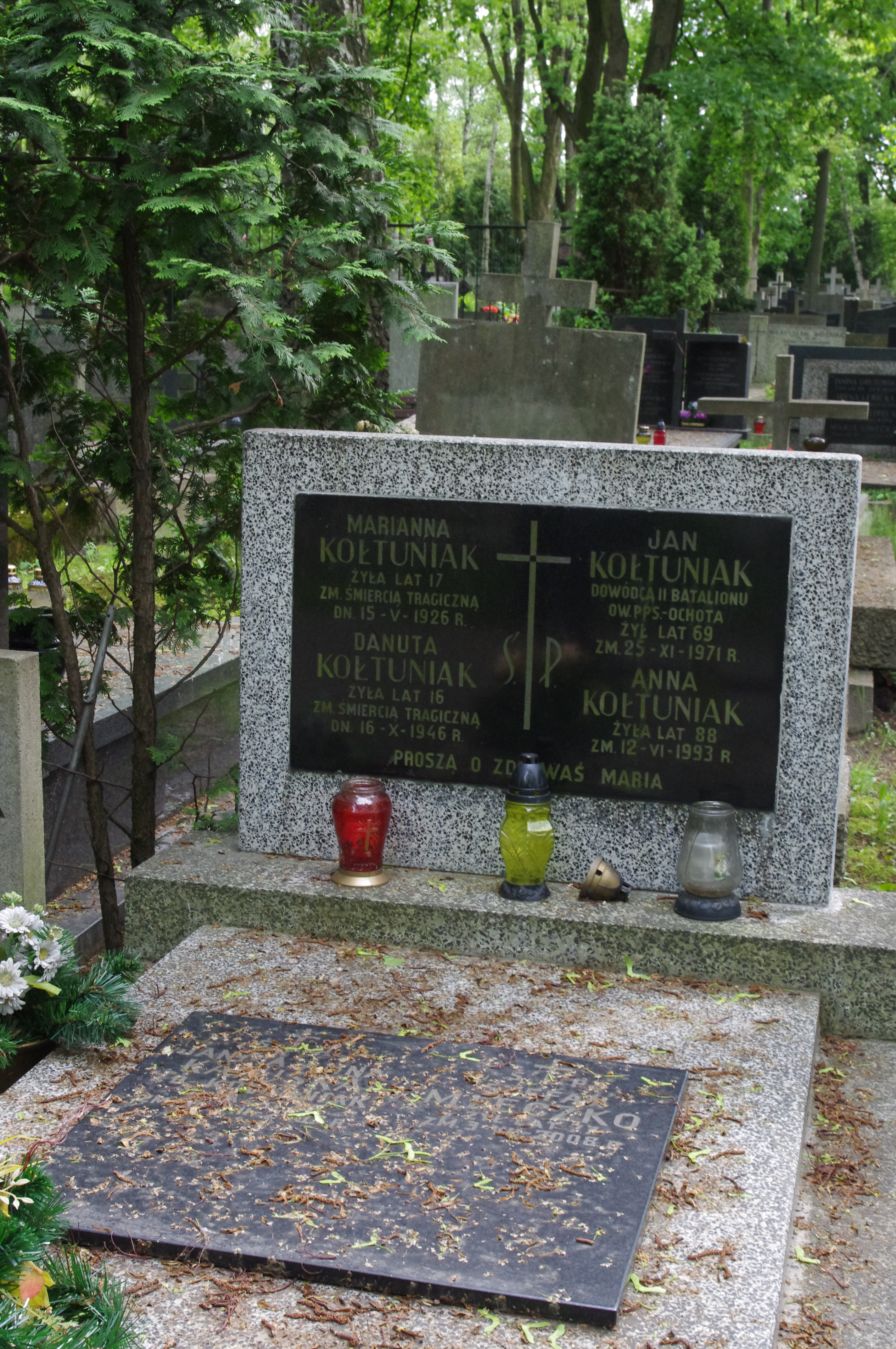
Grób działacza PPS - Jana Kołtuniaka na Cmentarzu Wojskowym na Powązkach w Warszawie

Jan Kołtuniak-Zagubień, ps. Hans, Kielecki  (ur. 27 listopada 1902 we wsi Łużki pow. Sokołów Podlaski, zm. 25 listopada 1971 w Warszawie) – działacz Polskiej Partii Socjalistycznej. W trakcie powstania warszawskiego dowódca I Zgrupowania Rejonu 2 (II batalionu OW PPS) Obwodu Ochota AK.

## Życiorys
Syn Stanisława, chłopa małorolnego. Od 1904 przebywał z rodziną w Odessie, skąd w 1913 przybył do Siemiatycz. W 1919 zgłosił się ochotniczo do wojska. Służył początkowo w 8 pułku artylerii polowej, a następnie w 201 pułku piechoty, awansując do stopnia plutonowego.
Po demobilizacji w 1921 rozpoczął pracę w Hajnówce jako robotnik tartaczny. W 1922 wstąpił do Polskiej Partii Socjalistycznej. Za organizowanie strajków w 1924 został deportowany przez policję do Siemiatycz. Od 1926 pracował w Warszawie jako robotnik budowlany, a następnie jako pomocnik kucharza w Towarzystwie Wagonów Sypialnych „Wagon – Lits Cook”. W tej firmie współorganizował Sekcję Wagonów Sypialnych Związku Zawodowego Transportowców. Od 1928 był członkiem, zaś od 1936 do 1939 skarbnikiem Komitetu Dzielnicowego PPS Ochota. Był również organizatorem kompanii „Akcji Socjalistycznej” na Ochocie. 
Od 1938 pod pseudonimem Hans był członkiem konspiracyjnej sekcji łączności Socjalistycznej Międzynarodówki Robotniczej. Od 1944 kierował tą komórką.
We wrześniu 1939 na ul. Grójeckiej 91 organizował punkt werbunkowy Robotniczych Batalionów Obrony Warszawy. Walczył w szeregach batalionów jako dowódca plutonu, zastępca dowódcy kompanii w 2 Robotniczym pułku piechoty 13 Dywizji Piechoty.
Od października 1939 rozpoczął działania konspiracyjne w ramach PPS-WRN, od 1943 do 1944 pełnił funkcję przewodniczącego Okręgu WRN Ochota. Był jednocześnie dowódcą organizatorem kompanii a następnie II batalionu Gwardii Ludowej WRN na Ochocie. W trakcie powstania warszawskiego dowodził batalionem OW PPS, stanowiącym I Zgrupowanie Rejonu 2 Obwodu Ochota AK. Po nieudanym ataku na budynek Dyrekcji Lasów Państwowych, wziął udział w obronie „Reduty Kaliskiej”, a następnie wraz z załogą reduty wyszedł do lasów chojnowskich, przedostając się do Pruszkowa. 
Po powrocie do Warszawy w lutym 1945 założył komórkę „odrodzonej” PPS na osiedlu Warszawskiej Spółdzielni Mieszkaniowej na Rakowcu. Pełnił funkcję sekretarza Komitetu Dzielnicowego PPS Ochota, zaś od 1946 był członkiem rady stołecznej PPS. W 1948 został usunięty z szeregów PPS. Od 1949 pracował jako sezonowy robotnik budowlany. W 1956 przyjęty do PZPR, pracował jako kierownik sekcji transportu w WSM Rakowiec. W 1968 przeszedł na emeryturę. Zmarł w 1971 na gruźlicę. Został pochowany na Cmentarzu Komunalnym na Powązkach (kwatera B18-1-32).